# Rémarde (Orge)
Die Rémarde ist ein Fluss in Frankreich, der in der Region Île-de-France verläuft. Sie entspringt im Gemeindegebiet von Sonchamp, im Regionalen Naturpark Haute Vallée de Chevreuse, entwässert generell in östlicher Richtung und mündet nach rund 36 Kilometern im Zentrum von Arpajon als linker Nebenfluss in die Orge. Auf ihrem Weg durchquert die Rémarde die Départements Yvelines und Essonne. Sein Unterlauf führt im Großraum von Paris durch ein dicht besiedeltes Gebiet.

## Orte am Fluss
- Sonchamp
- Saint-Arnoult-en-Yvelines
- Le Val-Saint-Germain
- Saint-Maurice-Montcouronne
- Breuillet
- Bruyères-le-Châtel
- Ollainville
- Arpajon